# Athaloc
Athaloc, Athalocus ou Attalocus (mort vers 588) est un archevêque wisigoth arien de Narbonne dans la seconde moitié du VIe siècle. 
Lorsque le roi des Wisigoths Récarède, second fils et successeur du roi arien Léovigild, décide d'abjurer l'arianisme pour se convertir au catholicisme (587), cela provoque quelques troubles dans le royaume wisigothique comme la révolte de Sunna à Mérida et celle d'Uldila et de Goswinthe à Tolède, capitale royale wisigothique. Athaloc, avec la complicité de deux nobles goths, Wildigern et Granista, décide de soulever la Septimanie (Gothie) en 588, aidé par Didier, duc des Francs de Toulouse. Athaloc reçoit même l'aide du roi franc mérovingien Gontran de Burgondie, pourtant roi catholique mais cherchant probablement à se mêler des affaires wisigothiques espérant s'approprier de nouveaux territoires en profitant des divisions. Les insurgés ariens persécutèrent cruellement les catholiques et firent périr beaucoup de clercs, de moines et de prêtres.
Le soulèvement est assez vite réprimé et l'armée envoyée par Gontran, dirigée par un certain Boson, est sévèrement battu par le duc de Lusitanie Claudius, envoyé en Septimanie par Récarède. L'évêque Athaloc, dit-on, mourut de chagrin devant l'échec de ses plans.